# Théorie de Nevanlinna
En mathématiques, et plus précisément en analyse complexe, la théorie de Nevanlinna décrit la distribution asymptotique des valeurs d'une fonction méromorphe, plus précisément, pour une fonction méromorphe f d’une variable complexe,  la distribution des solutions de l’équation {\displaystyle f(z)=a} quand le nombre complexe {\displaystyle a} varie. 
Si {\displaystyle f} est une fonction entière, cette distribution est comparable pour tous les {\displaystyle a}, sauf peut-être un, à la croissance de la fonction, qui est décrite par {\displaystyle \log M(r)}, où {\displaystyle M(r)=max_{|z|\leq r}\mid f(z)\mid }. La notion de croissance utilisée ne convenant plus pour des fonctions méromorphes, qui peuvent avoir des pôles,  le mathématicien finlandais Rolf Nevanlinna a défini en 1925 un substitut adapté, maintenant appelé la caractéristique de Nevanlinna et prouvé les premiers théorèmes correspondants. La théorie de Nevanlinna a ensuite été étendue à de nombreuses autres situations, comme les courbes holomorphes, les applications quasi-régulières ou les surfaces minimales ;  plus récemment ont été mises en évidence des analogies fructueuses de cette théorie avec des questions de théorie des nombres.

## La caractéristique de Nevanlinna
Pour  {\displaystyle r>0} et {\displaystyle a\in {\overline {\mathbb {C} }}}, on indique par  {\displaystyle n(r,a,f)}  le nombre de solutions de  {\displaystyle f(z)=a}, dans le disque fermé de centre 0 et de rayon {\displaystyle r}, comptées avec leur multiplicité. Si la fonction {\displaystyle f} est entière, cette fonction de comptage croit à peu près comme {\displaystyle \log M(r)}, où {\displaystyle M(r)=max_{|z|\leq r}\mid f(z)\mid }, sauf peut-être pour une valeur de {\displaystyle a}. Cette valeur exceptionnelle est liée au théorème de Picard, établissant qu’une fonction entière non constante doit prendre toutes les valeurs, sauf peut-être une :  en effet, si {\displaystyle f(z)=a} n'a pas de solutions, {\displaystyle n(r,a,f)=0}  pour tout r et ne croit donc pas.
Dans le cas d’une fonction méromorphe, on remplace la fonction de comptage par la fonction {\displaystyle \displaystyle N(r,a,f)} : 
{\displaystyle N(r,a,f)=\int _{0}^{r}{\frac {n(t,a,f)-n(0,a,f)}{t}}{\text{d}}t+n(0,a,f)\log r.}
Cette fonction {\displaystyle N(r,a,f)} a l'avantage d'être une fonction continue ; elle est croissante (et convexe en {\displaystyle \log r}). Elle quantifie le nombre moyen de points où la fonction {\displaystyle f} prend la valeur {\displaystyle a} dans le disque de centre 0 et de rayon {\displaystyle r}. 
On pose aussi {\displaystyle \displaystyle N(r,f)=N(r,\infty ,f)} (relative aux pôles de la fonction dans le disque de centre 0 et de rayon {\displaystyle r}).
On introduit aussi une fonction dite osculatrice :
{\displaystyle m(r,f)=m(r,\infty ,f)={\frac {1}{2\pi }}\int _{0}^{2\pi }\log ^{+}|f(re^{i\theta })|d\theta ,}
où {\displaystyle \displaystyle \log ^{+}x=\max\{0,\log x\}}.
La caractéristique de  Nevanlinna {\displaystyle \displaystyle T(r,f)} est ensuite définie par :
{\displaystyle \displaystyle T(r,f)=N(r,f)+m(r,f).}
Cette caractéristique tend vers l’infini quand {\displaystyle \displaystyle r\to \infty } (si la fonction  {\displaystyle \displaystyle f}  n’est pas constante).
On montre que si {\displaystyle f} est une fonction entière, 
et {\displaystyle \displaystyle 1<r<R}, alors
{\displaystyle T(r,f)\leq \log ^{+}M(r,f)\leq {\dfrac {R+r}{R-r}}T(R,f).}
Ceci justifie d’utiliser {\displaystyle T(r,f)} à la place de {\displaystyle \log M(r,f)} comme mesure de croissance de la fonction {\displaystyle f} quand celle-ci n’est plus nécessairement entière, mais méromorphe.
L’ordre {\displaystyle \displaystyle \rho (f)} d’une fonction méromorphe {\displaystyle \displaystyle f} est défini par
{\displaystyle \rho (f)=\limsup _{r\rightarrow \infty }{\dfrac {\log T(r,f)}{\log r}}.}

## Les théorèmes fondamentaux
Pour tout nombre complexe {\displaystyle a}, on définit {\displaystyle m(r,a,f)=m(r,{\frac {1}{f-a}})}. Elle rend compte de la proximité à  {\displaystyle a} des valeurs de la fonction {\displaystyle f} sur le cercle de centre 0 et rayon {\displaystyle r}.
Le premier théorème fondamental affirme que pour tout {\displaystyle a\in {\overline {\mathbb {C} }}}
{\displaystyle T(r,f)=N(r,a,f)+m(r,a,f)+O(1),}
où le terme borné {\displaystyle O(1)} peut dépendre de {\displaystyle f} et de {\displaystyle a}. Pour une fonction {\displaystyle f} méromorphe non constante, {\displaystyle T(f,r)} tend vers l'infini avec {\displaystyle r}, donc le premier théorème fondamental dit que la somme {\displaystyle N(r,a,f)+m(r,a,f)} tend vers l'infini à un taux indépendant de {\displaystyle a}.
Ce premier théorème est une conséquence de la formule de Jensen.
Le deuxième théorème fondamental « affirme qu'une fonction méromorphe sur {\displaystyle \mathbb {C} } ne peut pas rester proche sur le cercle de rayon {\displaystyle r} de {\displaystyle q>2} valeurs distinctes de {\displaystyle {\overline {\mathbb {C} }}} comparativement à la caractéristique de Nevanlinna {\displaystyle T(r,f)} lorsque {\displaystyle r} tend vers l'infini ». 
Pour ce deuxième théorème, on introduit :
{\displaystyle N_{1}(r,f)=2N(r,f)-N(r,f')+N\left(r,{\dfrac {1}{f'}}\right).}
Cette quantité, qui compte les valeurs atteintes avec une multiplicité strictement plus grande que 1, est positive ou nulle.
Pour {\displaystyle \displaystyle a_{1},a_{2},\dots ,a_{q}\in {\overline {\mathbb {C} }}}, distincts, le deuxième théorème fondamental établit que :
{\displaystyle \sum _{j=1}^{q}m(r,a_{j},f)\leq 2T(r,f)-N_{1}(r,f)+S(r,f),}
où {\displaystyle S(r,f)} est un terme d'erreur, petit par rapport à la caractéristique {\displaystyle T(r,f)}. Plus précisément, il existe un ensemble {\displaystyle E\subset [1,\infty )} de longueur finie, tel que 
{\displaystyle \displaystyle S(r,f)=O(\log T(r,f))+O(\log r)}
quand {\displaystyle \displaystyle r} tend vers l'infini, {\displaystyle r\notin E}. De meilleures estimations du terme d'erreur existent, mais il a été démontré qu'il n'est pas possible d'éliminer complètement l'ensemble exceptionnel {\displaystyle E}.
Une autre forme du deuxième théorème est :
{\displaystyle (q-2)T(r,f)\leq \sum _{j=1}^{q}{\overline {N}}(r,a_{j},f)+S(r,f),}
où {\displaystyle {\overline {N}}} est identique à {\displaystyle N}, mais en ne comptant pas la multiplicité.
Le deuxième théorème donne une borne supérieure de la caractéristique en fonction de {\displaystyle N(r,a)}. En particulier, en prenant  {\displaystyle q=3} et {\displaystyle a_{3}=\infty }, le théorème montre qu'une fonction entière transcendante prend chaque valeur une infinité de fois, avec au plus deux exceptions, ce qui donne une des variantes du théorème de Picard.

## Déficience
La déficience d'une fonction méromorphe en {\displaystyle a} est définie par la formule :
{\displaystyle \delta (a,f)=\liminf _{r\rightarrow \infty }{\frac {m(r,a,f)}{T(r,f)}}=1-\limsup _{r\rightarrow \infty }{\dfrac {N(r,a,f)}{T(r,f)}}.}
Par le premier théorème fondamental, {\displaystyle 0\leq \delta (a,f)\leq 1}, si {\displaystyle T(r,f)} tend vers l'infini (c'est vrai en particulier pour toutes les fonctions non constantes méromorphes sur le plan complexe). Les points {\displaystyle a} pour lesquels 
la déficience {\displaystyle \delta (a,f)} n'est pas nulle s'appellent les valeurs de déficience. 
Selon le deuxième théorème fondamental, l'ensemble de ces valeurs de déficience est au plus dénombrable et de plus 
{\displaystyle \sum _{a}\delta (a,f)\leq 2,\,}
la somme étant prise sur toutes les valeurs de déficience,.
Le problème inverse de la théorie de Nevanlinna consiste à construire des fonctions méromorphes avec des déficiences déterminées à des points donnés. Il a été résolu par David Drasin en 1976 ,. Il existe de nombreux résultats concernant les valeurs de déficience. Par exemple,  Allen Weitsman a montré que pour une fonction méromorphe {\displaystyle f} d'ordre fini, 
{\displaystyle \sum _{a}\delta (a,f)^{1/3}<\infty }. 
Un autre corollaire du deuxième théorème fondamental est l'inégalité :
{\displaystyle T(r,f')\leq 2T(r,f)+S(r,f),\,}
qui généralise le fait qu'une fonction rationnelle de degré {\displaystyle d} a {\displaystyle 2d-2} (donc strictement moins que {\displaystyle 2d}) points critiques.